# Väggbin
Väggbin, Heriades är ett släkte av bin som ingår i familjen buksamlarbin.

## Artlista för väggbin, i alfabetisk ordning[1]
- Heriades abessinicus
- Heriades albiscopanus
- Heriades aldabranus
- Heriades alfkeni
- Heriades ambiguus
- Heriades ammodendri
- Heriades angusticeps
- Heriades angustulus
- Heriades apriculus
- Heriades arcuatellus
- Heriades arnoldi
- Heriades bequaerti
- Heriades binghami
- Heriades binodosus
- Heriades bouyssoui
- Heriades brage
- Heriades bruneri
- Heriades burgeoni
- Heriades canaliculatus
- Heriades cancavus
- Heriades capicola
- Heriades carinatus
- Heriades chariensis
- Heriades chrysogaster
- Heriades chubbi
- Heriades cingulatus
- Heriades civicus
- Heriades clavicornis
- Heriades crenulatus
- Heriades cressoni
- Heriades crucifer
- Heriades currani
- Heriades curviventris
- Heriades dalmaticus
- Heriades debilicornis
- Heriades diminutus
- Heriades discrepans
- Heriades ellenbergeri
- Heriades erythrosoma
- Heriades eximius
- Heriades fertoni
- Heriades filicornis
- Heriades flocciferus
- Heriades freygessneri
- Heriades frontosus
- Heriades fuelleborni
- Heriades fujiyamai
- Heriades fulleborni
- Heriades fulvescens
- Heriades fulvohispidus
- Heriades gibbosus
- Heriades glomerans
- Heriades gracilior
- Heriades hercules
- Heriades hierosolomitus
- Heriades hissaricus
- Heriades impressus
- Heriades ingogoensis
- Heriades labiatus
- Heriades langenburgicus
- Heriades laosellus
- Heriades latipes
- Heriades leavitti
- Heriades libericus
- Heriades longicornis
- Heriades longispinis
- Heriades macrognatus
- Heriades mamilliferus
- Heriades mandibularis
- Heriades micheneri
- Heriades micropthalma
- Heriades microstictus
- Heriades mundulus
- Heriades nasiferus
- Heriades nitescens
- Heriades nodulosus
- Heriades occidentalis
- Heriades orientalis
- Heriades ornaticornis
- Heriades otavicus
- Heriades othonis
- Heriades pachyacanthus
- Heriades paganensis
- Heriades parvulus
- Heriades patellus
- Heriades perminutus
- Heriades perpolitus
- Heriades phthisicus
- Heriades plumosus
- Heriades pogonura
- Heriades pretorii
- Heriades prionsa
- Heriades psiadiae
- Heriades punctulatus
- Heriades punctulifer
- Heriades rowlandi
- Heriades rubicolus
- Heriades rufifrons
- Heriades sakishimanus
- Heriades sauteri
- Heriades schwarzi
- Heriades scutellatus
- Heriades seyrigi
- Heriades shestakovi
- Heriades sinuatus
- Heriades spiniscutis
- Heriades strictifrons
- Heriades subfrontosus
- Heriades sulcatiferus
- Heriades sulcatifrons
- Heriades sulcatulus
- Heriades tenuis
- Heriades testaceicornis
- Heriades texanus
- Heriades timberlakei
- Heriades trigibbiferus
- Heriades truncorum, väggbi
- Heriades turcomanicus
- Heriades usakensis
- Heriades ustulatus
- Heriades variolosus
- Heriades wellmani
- Heriades victoriae
- Heriades wilmattae
- Heriades xanthogaster
- Heriades yunnanensis

## Förekomst i Sverige och Finland
I Sverige och Finland finns endast arten väggbi (Heriades truncorum). Det är klassificerat som livskraftigt i både Sverige och Finland.